# Lourdes Becerra Portero
Lourdes Becerra Portero (Sabadell, 4 de juny de 1973) és una nedadora catalana retirada que competí en les modalitats de braça i estils.
Va participar en tres Jocs Olímpics (1992, 1996 i 2000) i hi va aconseguir el millor resultat el 1996, amb una setena plaça als 400 metres estils.
Als Campionats del Món en piscina curta de 1999 a Hong Kong va guanyar la medalla de bronze en la prova dels 400 metres Estils. I als Campionats d'Europa en piscina curta de 1998 a Sheffield va guanyar una medalla d'argent en els 200 metres Braça i una de bronze als 400 metres estils.
Va començar a competir als 10 anys al Club Natació Sabadell, on va fer tota la seva carrera esportiva.